# Proshermacha tigrina
Espèce
Proshermacha tigrina est une espèce d'araignées mygalomorphes de la famille des Anamidae.

## Distribution
Cette espèce est endémique d'Australie-Occidentale,. Elle se rencontre vers Jarrahdale.

## Description
La femelle holotype mesure 14 mm.

## Publication originale
- Simon, 1908 : Araneae. 1re partie. Die Fauna südwest-Australiens. Jena, vol. 1, no 12, p. 359-446 (texte intégral).